# Sulfite-oxydase
La sulfite-oxydase est une oxydoréductase qui catalyse la réaction :
SO32− + O2 + H2O  {\displaystyle \rightleftharpoons }  SO42− + H2O2.
Cette enzyme est présente dans les mitochondries de tous les eucaryotes. Elle assure l'oxydation du sulfite en sulfate et transfère à la chaîne respiratoire les électrons libérés par cette réaction, permettant la phosphorylation d'ADP en ATP via la phosphorylation oxydative,,. Il s'agit de la dernière étape de la dégradation des composés organosulfurés, le sulfate étant excrété dans l'urine.
La sulfite oxydase utilise un cofacteur à molybdène dérivé de la molybdoptérine ainsi qu'un groupe héminique. Elle fait partie des cytochromes b5 ainsi que de la superfamille des oxotransférases à molybdène, qui comprend également la DMSO réductase, la xanthine oxydase et la nitrite-réductase.
Chez les mammifères, elle est fortement exprimée dans le foie, les reins et le cœur, et faiblement exprimée dans la rate, le cerveau, les muscles squelettiques et le sang.
La sulfite oxydase est indispensable à la métabolisation des acides aminés soufrés — cystéine et méthionine — absorbés avec l'alimentation. Une carence en sulfite oxydase fonctionnelle provoque une maladie rare mais fatale appelée déficience en sulfite oxydase. Cette maladie se traduit par des désordres neurologiques, un retard mental, des difformités physiques, une dégradation du cerveau et conduit à la mort. La carence en sulfite oxydase fonctionnelle peut être due notamment à une mutation génétique ou à l'absence de cofacteur à molybdène.